# Tribunali (Palermo)

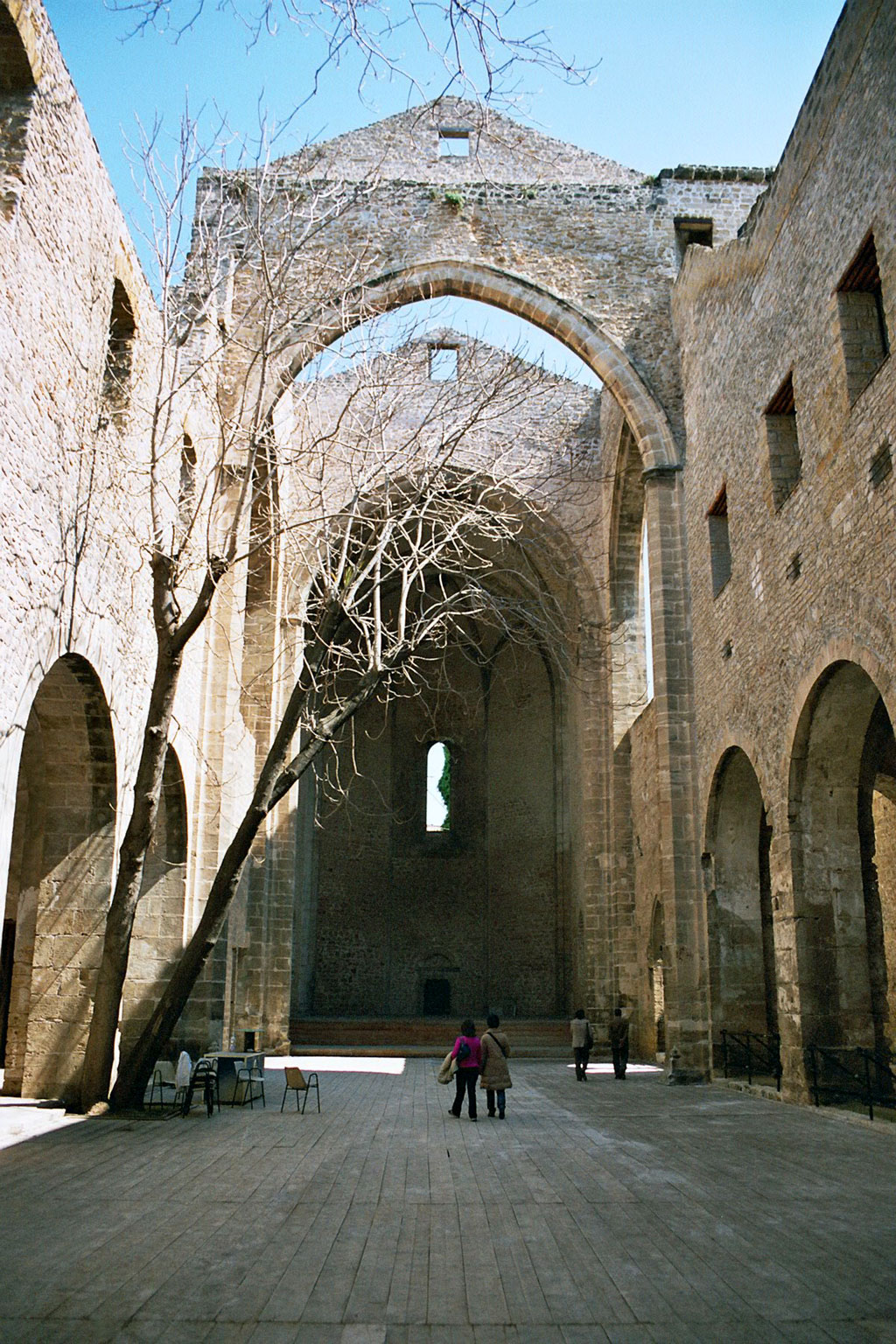
Chiesa di Santa Maria dello Spasimo alla Kalsa

Tribunali o anche Kalsa è la prima unità di primo livello di Palermo. È situata nel centro storico della città ed è uno dei quattro rioni storici (o mandamenti); fa parte della I Circoscrizione.

## Toponomastica
Il primo nome del quartiere è Kalsa che deriva dall'arabo (in arabo الخالصة‎?, al-Khālisa), che significa "la pura" o "l'eletta", un termine strettamente legato all'antico ismailismo. Questo per separarla dalla città vecchia dove le mire secessionistiche sembravano farla da padrone.
Il nome attuale è Mandamento Tribunali (anche se viene chiamata comunemente in città con il vecchio nome arabo). Il nome deriva dalla presenza al suo interno dell'ex tribunale dell'Inquisizione, palazzo storico comunemente noto con il nome Palazzo Chiaramonte-Steri.

## Confini
Il quartiere si trova in pieno centro storico, lato mare, ed è delimitato da:
- Via Maqueda a Ovest;
- Via Lincoln a Sud;
- Foro Italico ad Est;
- Corso Vittorio Emanuele a Nord.

## Storia

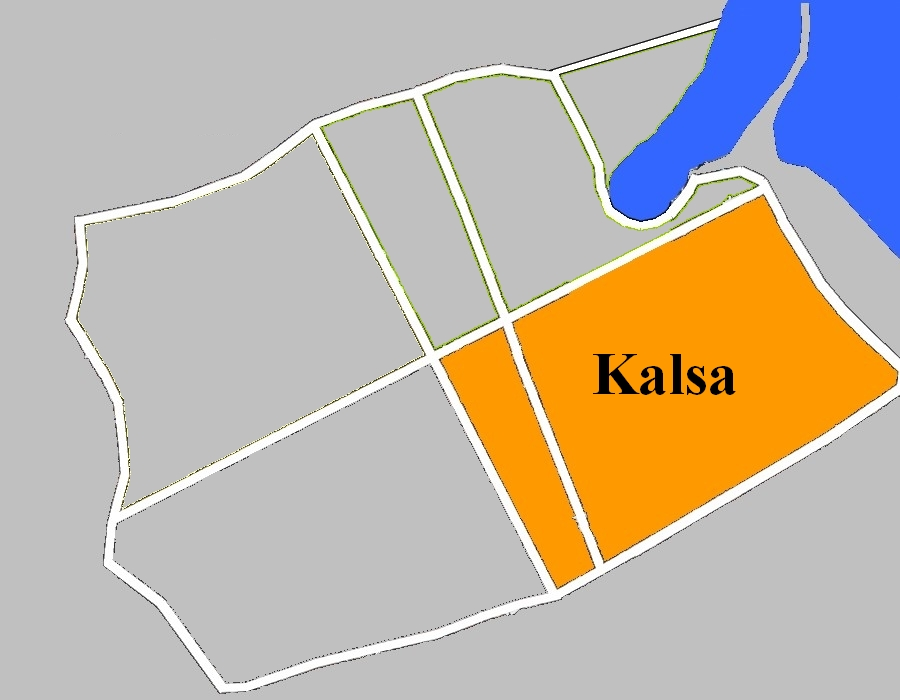
Il rione all'interno del centro storico

Il quartiere nasce nel periodo arabo ed è il primo quartiere esterno rispetto alle mura più antiche che si trovavano nella zona più ad Ovest. La città muraria del al-Halisa o Kalsa venne costruita sotto il governatore Khalil ibn Ishaq a partire dal 937. Il governatore procedette a dare a Palermo un assetto che si conformasse a quello delle città sviluppate in Africa nella spinta dell'islamismo. Il nuovo quartiere militare venne costruito e fortificato in breve tempo per creare un altro polo difensivo alla città distaccato dal vecchio centro dove convivevano troppi dissapori e mire secessionistiche, e venne scelta come ubicazione l'area Sud-orientale del porto che si andava espandendo, anche grazie all'apporto dei due fiumi. La cittadella, dominando il porto, poteva tagliare tutti i rifornimenti dalla città e tenere costantemente sotto minaccia la 'Medina', recalcitrante a sottomettersi al governo fatimide.
La cittadella fortificata divenne quindi il fulcro dell'attività di governo, la sede degli emiri e degli uffici amministrativi e comprendeva una moschea, dei bagni e l'arsenale.
Durante la successiva dominazione normanna vennero abbattute le mura arabe lasciando solo le mura esterne della città per favorire la comunicazione tra le aree e probabilmente perché non era più necessaria una tale protezione, allo stesso tempo venne costruito il Castello a Mare in contrapposizione al castello vecchio.
In periodo medievale la zona crebbe in maniera disorganica e casuale, infatti gli orti ed i giardini venivano occupati per costruirvi all'interno così il quartiere, un tempo separato, si unì dapprima al quartiere ebraico, mentre successivamente l'espansione del quartiere le permise di congiungersi con la cittadella fortificata.
L'area venne risistemata nel XV secolo, e nel 1600 con il taglio di via Maqueda subì una prima profonda trasformazione. Successivamente, a stravolgerne definitivamente l'assetto fu il taglio di via Roma, che la divide in due parti.
Negli ultimi anni il quartiere, un tempo estremamente degradato, ha visto un rapido miglioramento: al suo interno si alternano zone restaurate e zone in corso di restauro, tanto che le strette vie vengono rese ancora più anguste dalla presenza di cantieri edili.
Da alcuni anni il comune organizza in estate un festival, durante il periodo estivo, chiamato Kals'art. Durante i tre mesi del festival all'interno delle strade tutte le sere si svolgono concerti, mostre e rappresentazioni teatrali, mentre i beni culturali rimangono aperti e visitabili fino a notte fonda. Questo festival viene affiancato alcuni inverni dal Winter Kals'Art che ripropone, ma per un periodo più breve, la stessa atmosfera estiva.

## Monumenti

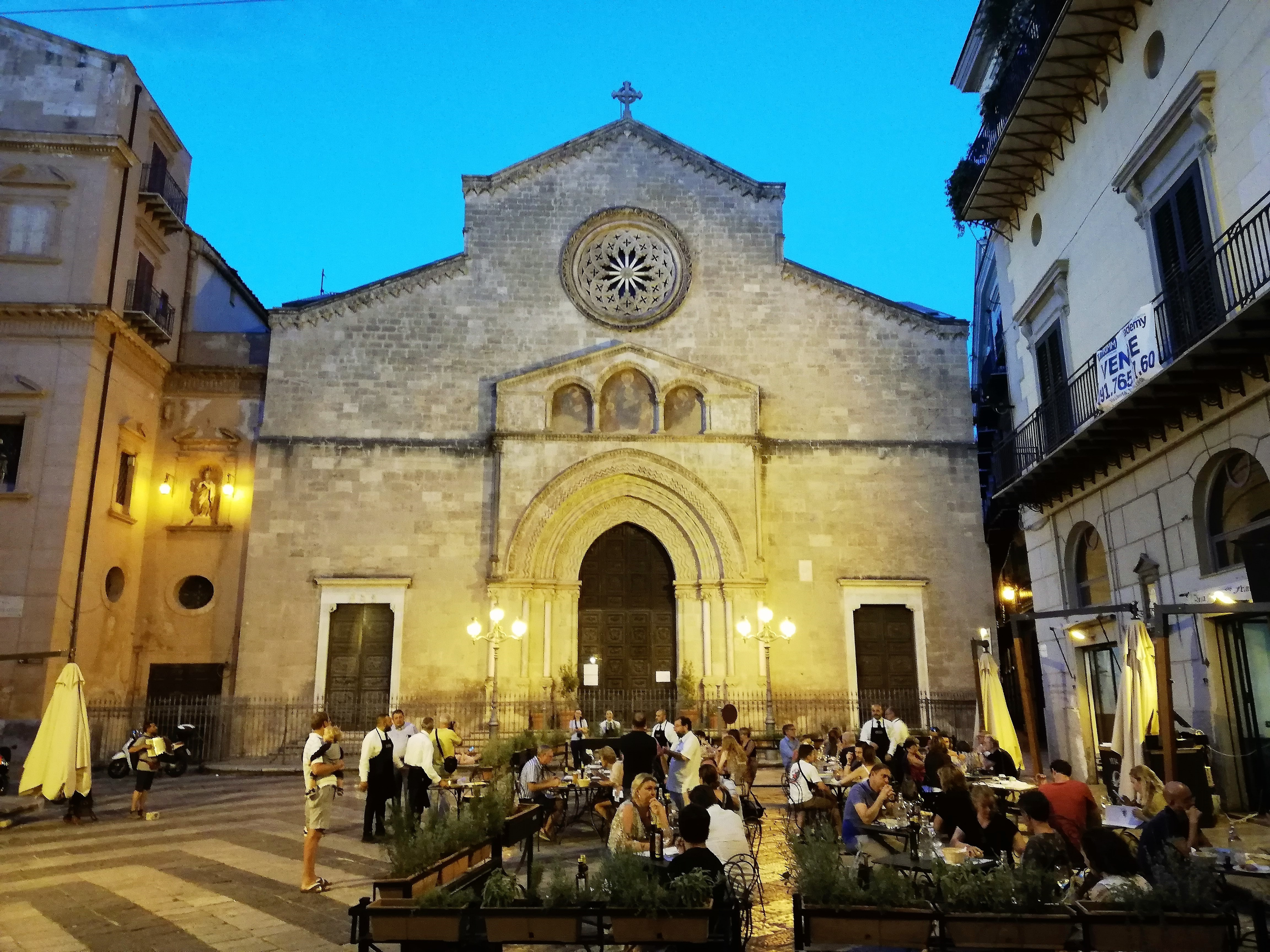
Basilica di San Francesco d'Assisi

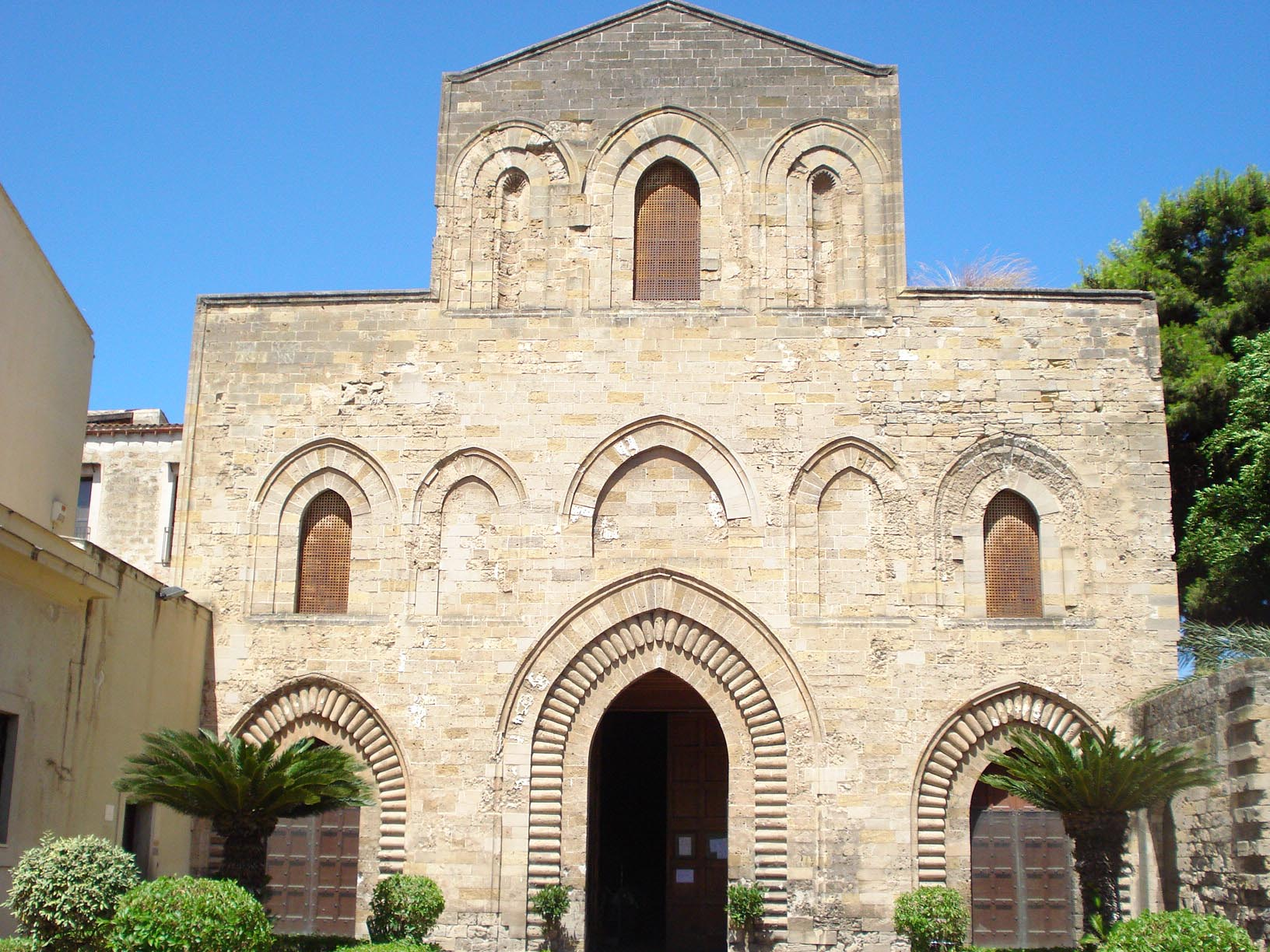
Basilica della Santissima Trinità del Cancelliere

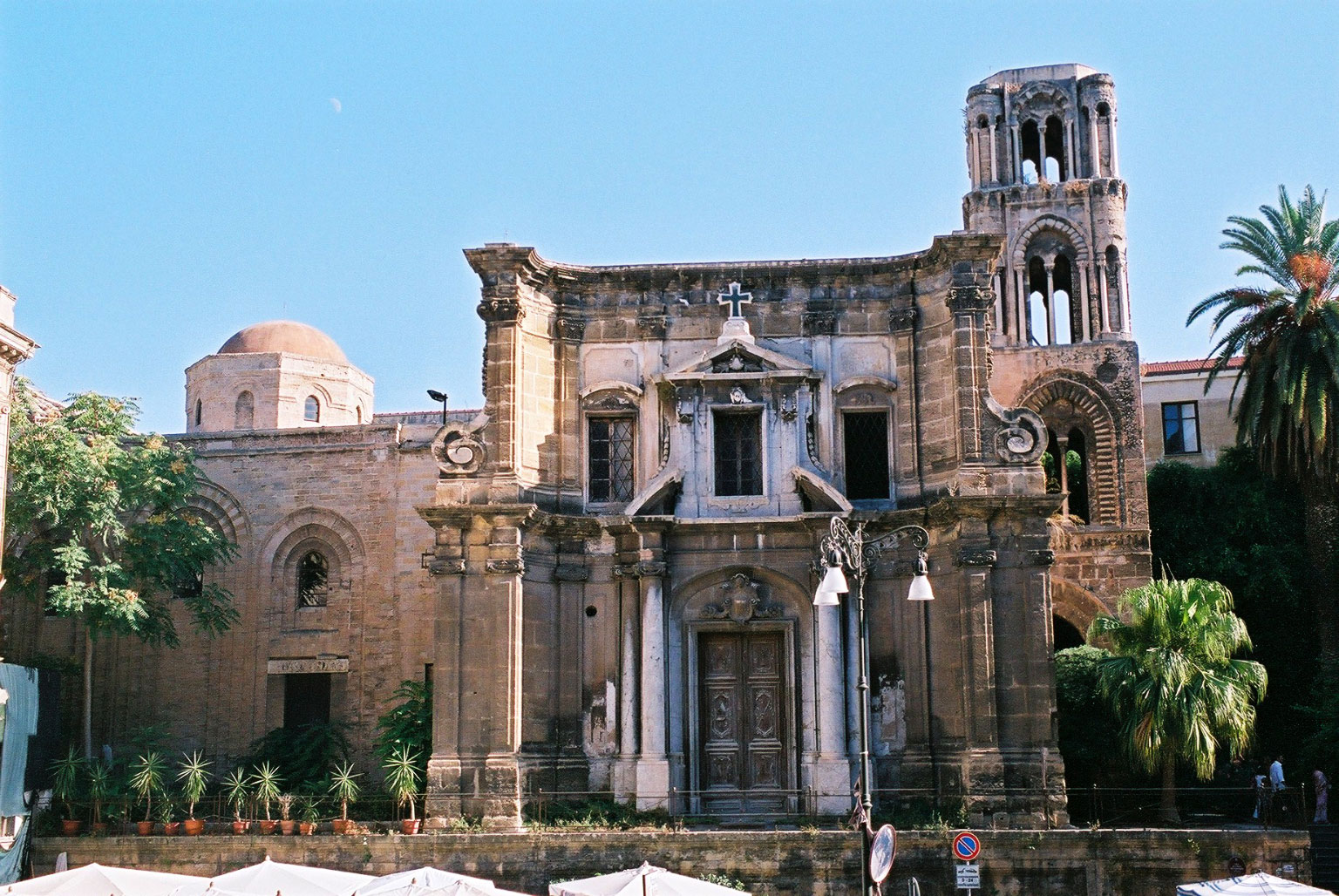
Chiesa di Santa Maria dell'Ammiraglio

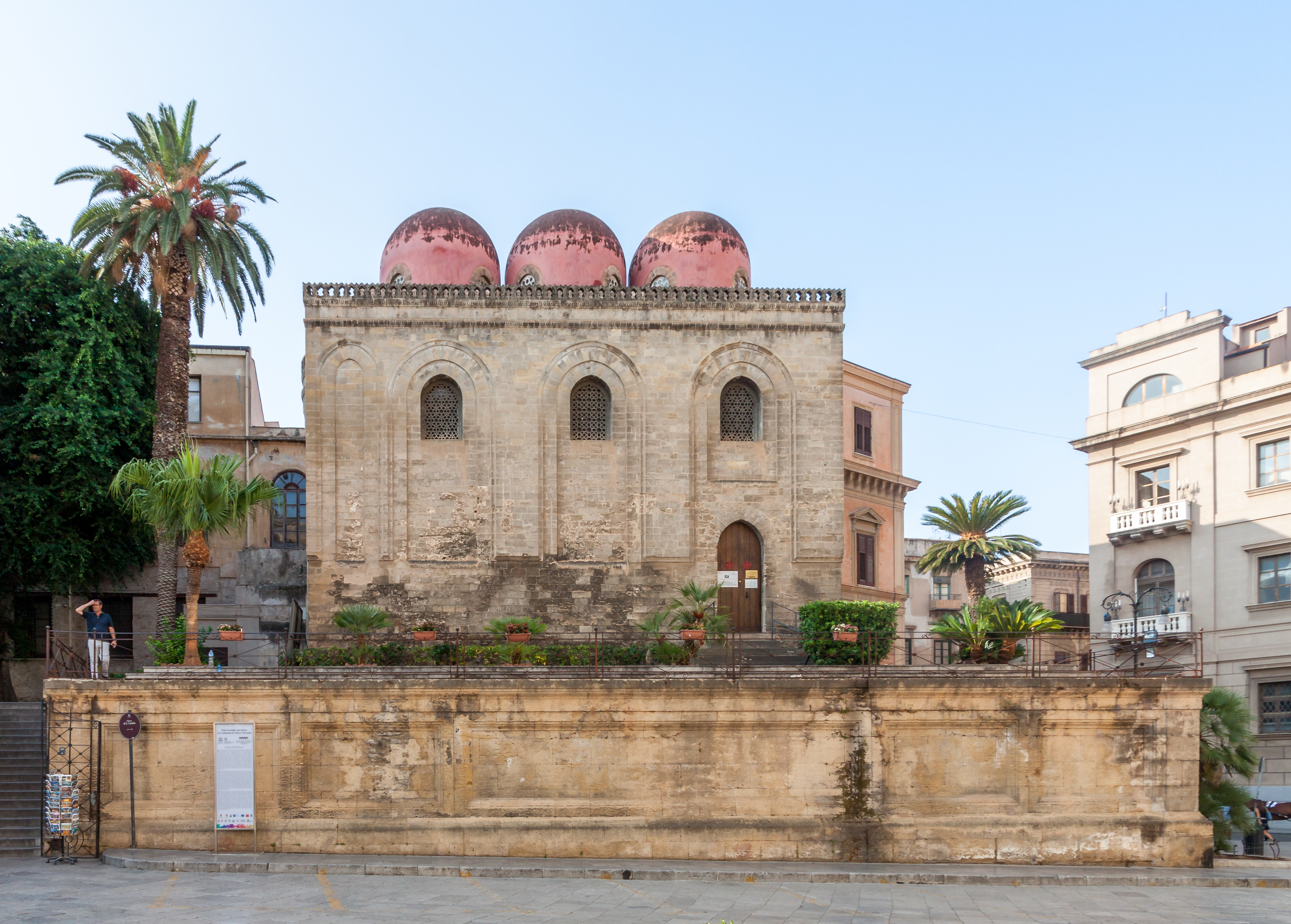
Chiesa di San Cataldo

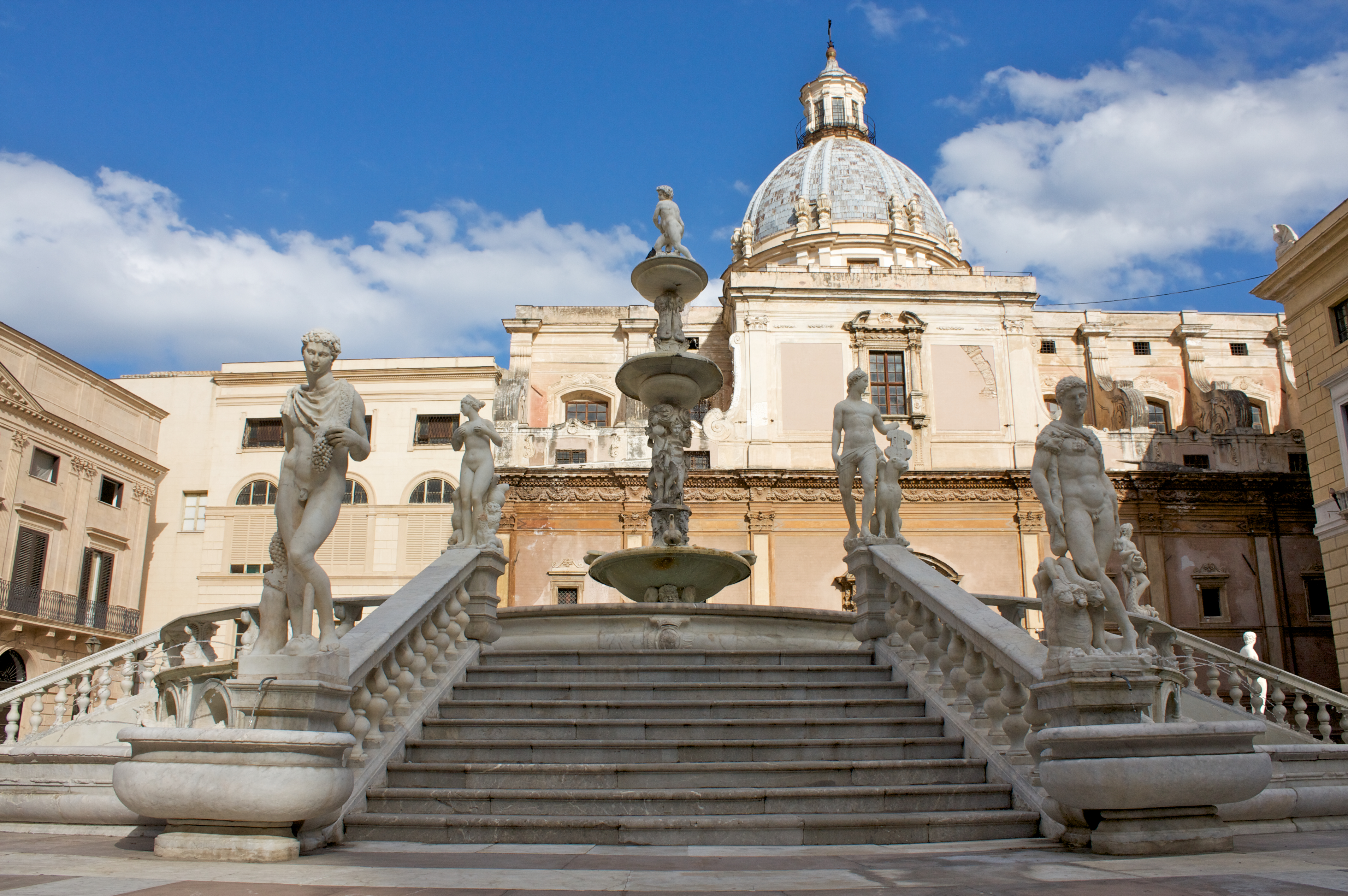
Chiesa di Santa Caterina d'Alessandria d'Egitto e Fontana Pretoria

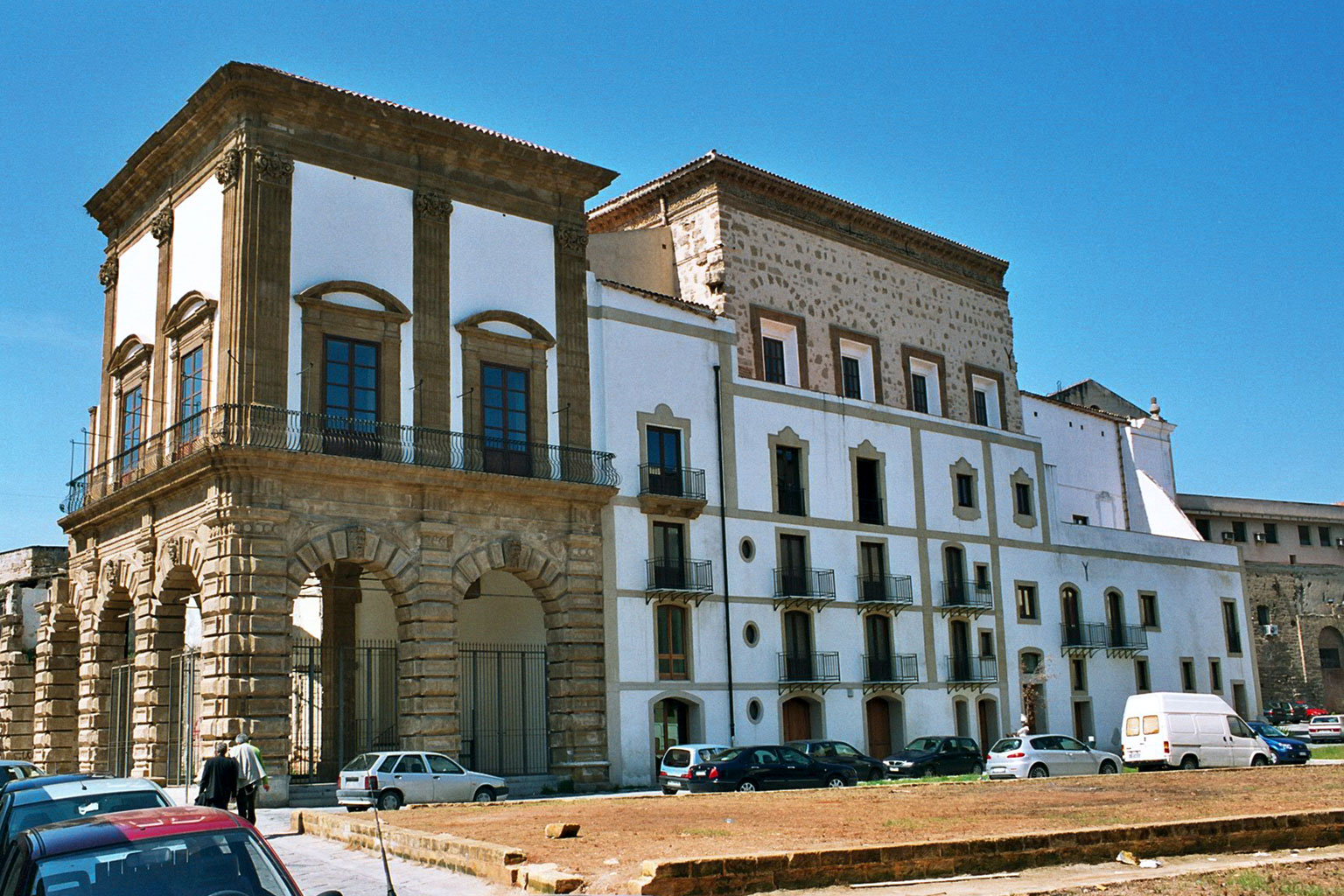
Oratorio dei Bianchi

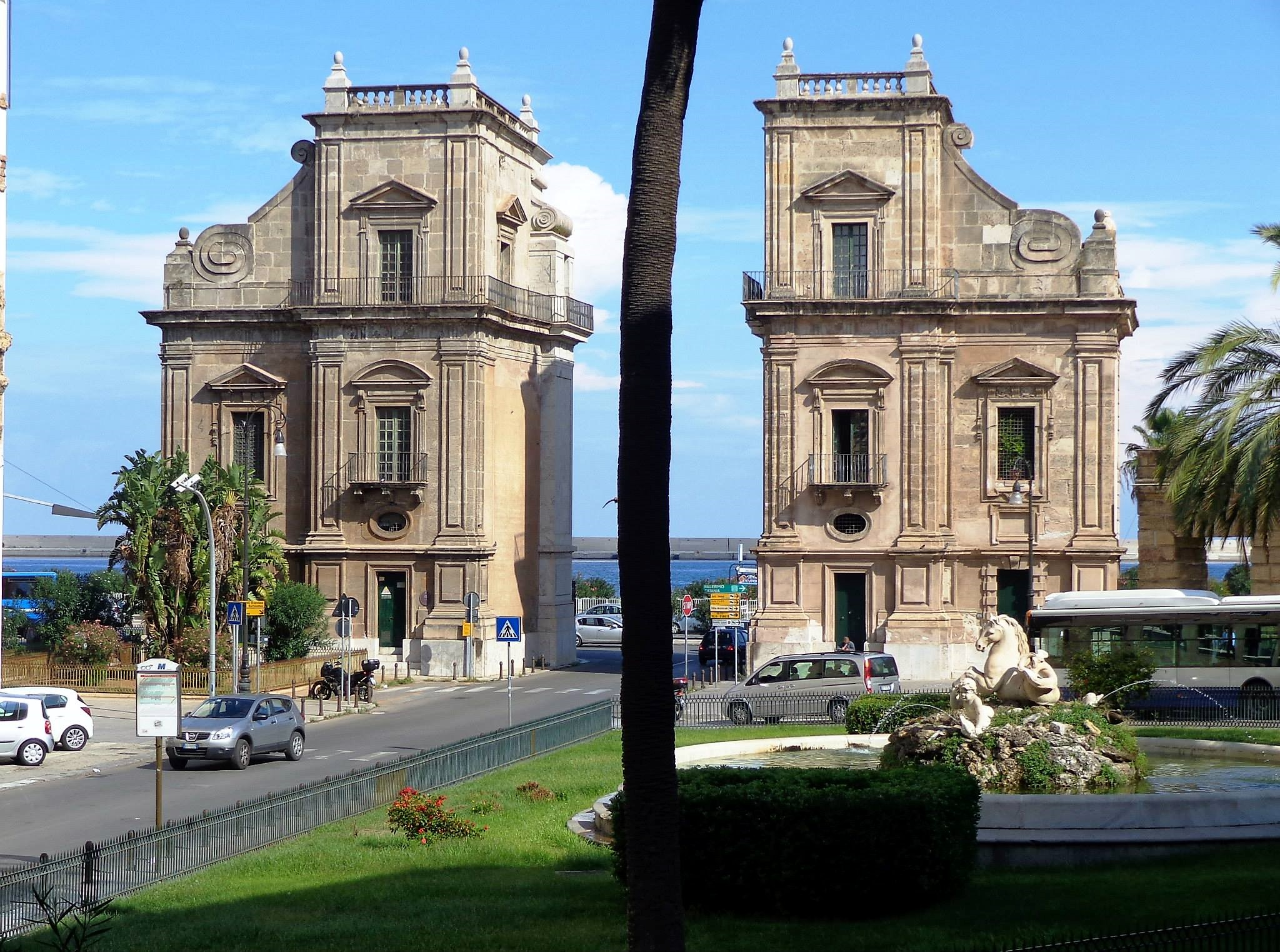
Porta Felice.

- Basilica di San Francesco d'Assisi ri 'Chiuvara
- Basilica della Santissima Trinità del Cancelliere detta La Magione
- Chiesa di Santa Maria dell'Ammiraglio detta la Martorana
- Chiesa di San Cataldo
- Chiesa di Santa Caterina d'Alessandria d'Egitto e monastero
- Chiesa di Santa Maria dello Spasimo
- Chiesa di San Nicola da Tolentino
- Chiesa di Santa Maria degli Angeli detta La Gancia e convento
- Chiesa di Santa Maria dei Miracoli
- Chiesa di San Giovanni dei Napoletani
- Chiesa di San Mattia Apostolo e noviziato dei Gesuiti
- Chiesa di Santa Maria della Pietà
- Chiesa di Santa Teresa alla Kalsa
- Chiesa dell'Annunziata del Giglio
- Chiesa dell'Assunta
- Chiesa della Confraternita dei Santi Euno e Giuliano
- Chiesa dell'Immacolata Concezione ai Cartari e convento
- Chiesa della Confraternita della Madonna dell'Itria dei Cocchieri
- Oratorio dei Bianchi
- Oratorio di San Lorenzo
- Oratorio del Santissimo Crocifisso alla Magione
- Oratorio di Gesù e Maria
- Oratorio dell'Immacolatella o Concenzioncella
- Oratorio della Madonna della Misericordia la Savona
- Oratorio della Madonna del Rifugio dei Peccatori Pentiti in Sant'Anna
- Oratorio della Madonna del Sabato
- Oratorio di Santa Maria degli Angeli o dei Terziari francescani alla Gancia
- Oratorio di Santa Maria del Gesù
- Oratorio dei Nobili e Capomaestri
- Fontana Pretoria
- Fontana del Genio
- Fontana del Garraffello
- Fontana del Cavallo Marino
- Lattarini mercato storico rionale
- Palazzo Abatellis
- Palazzo Bonagia
- Palazzo Butera
- Palazzo Chiaramonte-Steri
- Palazzo Forcella De Seta
- Palazzo Mirto
- Palazzetto Mirto
- Palazzo Sambuca
- Palazzo di Sant'Elia (già "Palazzo del Marchese Santa Croce")
- Palazzo Trabucco della Torretta
- Hotel Patria (già Palazzo Naselli d'Aragona)
- Piazza Marina
- Piazza della Magione
- Piazza Kalsa
- Porta Felice
- Porta Reale
- Teatro Santa Cecilia
- Teatro Garibaldi
- Teatro Bellini
- Museo delle marionette
- Passeggiata delle Cattive
- Via Roma (Palermo)
- Chiesa di Santa Maria dello Spasimo (auditorium)